# جورج ولس
جورج ولس (بالإنجليزية: George Wells)‏ هو لاعب كرة قدم أمريكية أمريكي، ولد في 31 أكتوبر 1947 في أوكلاند في الولايات المتحدة.

## وصلات خارجية
- جورج ولس على موقع JustSportsStats.com (الإنجليزية)
- جورج ولس على موقع CageMatch worker (الإنجليزية)